# Borås Tidning
Borås Tidning (lit. Jornal de Boras; também conhecido como BT) é um jornal diário do tipo generalista da cidade sueca de Boras, na província histórica da Gotalândia Ocidental. Publicado em formato tabloide, tem linha política conservadora, e circula sobretudo no sul da Gotalândia Ocidental. Foi fundado em 1826.